# Karlo Matković
Karlo Matković (Livno, 30 marzo 2001) è un cestista bosniaco con cittadinanza croata.

## Carriera
È stato selezionato dai New Orleans Pelicans al secondo giro del Draft NBA 2022 (52ª scelta assoluta).

## Statistiche

### NBA

#### Regular Season
| Anno      | Squadra       | PG | PT | MP   | TC%  | 3P%  | TL%  | RP  | AP  | PRP | SP  | PP  |
| --------- | ------------- | -- | -- | ---- | ---- | ---- | ---- | --- | --- | --- | --- | --- |
| 2024-2025 | N.O. Pelicans | 42 | 7  | 18,8 | 57,4 | 31,8 | 77,3 | 5,0 | 1,1 | 0,5 | 1,0 | 7,7 |
| Carriera  | Carriera      | 42 | 7  | 18,8 | 57,4 | 31,8 | 77,3 | 5,0 | 1,1 | 0,5 | 1,0 | 7,7 |

### G League
| Anno      | Squadra        | PG | PT | MP   | TC%  | 3P%  | TL%  | RP  | AP  | PRP | SP  | PP   |
| --------- | -------------- | -- | -- | ---- | ---- | ---- | ---- | --- | --- | --- | --- | ---- |
| 2023-2024 | Birm. Squadron | 10 | 8  | 31,3 | 61,5 | 33,3 | 75,0 | 8,0 | 2,4 | 0,8 | 1,8 | 17,3 |
| 2024-2025 | Birm. Squadron | 10 | 10 | 30,3 | 58,3 | 39,4 | 65,0 | 9,9 | 3,1 | 0,4 | 1,8 | 17,7 |
| Carriera  | Carriera       | 20 | 18 | 30,8 | 59,9 | 37,0 | 69,4 | 9,0 | 2,8 | 0,6 | 1,8 | 17,5 |

## Palmarès
- Coppa di Croazia: 1

Cedevita: 2019
- Coppa di Slovenia: 1

Cedevita Olimpija: 2023
- Supercoppa slovena: 1

Cedevita Olimpija: 2023